# Kenan Thompson
Kenan Rockmore Thompson (Atlanta, 10 mei 1978) is een Amerikaans acteur en komiek, die te zien is in Saturday Night Live. Hij speelt ook in Fat Albert, All That en Kenan & Kel. Thompson staat op de 88ste plaats van de VH1's 'Succesvolste Tienersterren' aller tijden.

## Biografie
Thompson is een zoon van Fletcher en Elizabeth Ann Thompson. Op zijn vijfde jaar begon hij met acteren, op een toneelstuk van zijn school, The Gingerbread Man. Tijdens zijn studie op de Tri-Cities High School, was hij bezig met zijn eerste film, D2: The Mighty Ducks.
Hij heeft zowel in New York als Los Angeles een huis.
In 2022 kreeg Thompson een ster op de Hollywood Walk of Fame.

## Filmografie
- All That - 1994-1999, 2002-2005
- Kenan & Kel - 1996-2000
- Good Burger - 1997
- The Amanda Show - 1999
- Sports Theater with Shaquille O'Neal - "4 Points"
- Oh Yeah! Cartoons - 1999-2000
- Felicity - 2001
- The Steve Harvey Show
- Sister, Sister
- Saturday Night Live - 2003-heden
- My Boss's daughter - 2003 - Hans
- The Parkers - 2003
- Wild 'N Out - 2006
- Crank Yankers - 2007
- Nickelodeon Kids' Choice Awards - 2007
- Sabrina, the Teenage Witch
- Cousin Skeeter
- The Mighty B! (2008) - stem
- Stan Helsing (2010) - Teddy
- iParty with Victorious (2011) - zichzelf
- The Smurfs (2011) - Smulsmurf (stem)
- The Smurfs 2 (2013) - Smulsmurf (stem)
- The Grinch (2018) - Mr. Brickebaum (stem)
- Wonder Park (2019) - Gus (stem)
- Trolls World Tour (2020) - Tiny Diamond (stem)
- Hubie Halloween (2020) - Sgt. Blake
- Clifford the Big Red Dog (2021) - Vet
- Home Sweet Home Alone (2021) - Gavin Washington
- Fraggle Rock: Back to the Rock (2022) - Jack Hammer (stem)

- Bibliothèque nationale de France: cb14232990f (data)
- International Standard Name Identifier: 0000 0001 1949 6358
- Library of Congress Control Number: no2001032880
- MusicBrainz: b524385b-c3cb-4ee0-b9c1-91bf0a4a79d3
- Nationale Bibliotheek van Tsjechië: xx0307141
- Nederlandse Thesaurus van Auteursnamen: 290804442
- Virtual International Authority File: 49435529
- WorldCat: E39PBJhX74t68D9G3QQyBTFFrq